# Cour d'appel de Toulouse
La cour d'appel de Toulouse connaît des affaires jugées par les tribunaux de son ressort qui s'étend sur les départements de l'Ariège, de la Haute-Garonne, du Tarn et de Tarn-et-Garonne. 

## Tribunaux du ressort
| -               | 5 tribunaux de grande instance | 9 tribunaux d'instance             | 6 conseils de prud'hommes  | 5 tribunaux de commerce |
| --------------- | ------------------------------ | ---------------------------------- | -------------------------- | ----------------------- |
| Ariège          | - Foix                         | - Foix - Saint-Girons              | - Foix                     | - Foix                  |
| Haute-Garonne   | - Toulouse - Saint-Gaudens     | - Muret - Saint-Gaudens - Toulouse | - Saint-Gaudens - Toulouse | - Toulouse              |
| Tarn            | - Albi - Castres               | - Albi - Castres                   | - Albi - Castres           | - Albi - Castres        |
| Tarn-et-Garonne | - Montauban                    | - Castelsarrasin - Montauban       | - Montauban                | - Montauban             |

Le ressort est étendue à la cour d'appel d'Agen pour le contentieux technique et général de la sécurité sociale et d'admission à l'aide sociale.